# Julidochromis

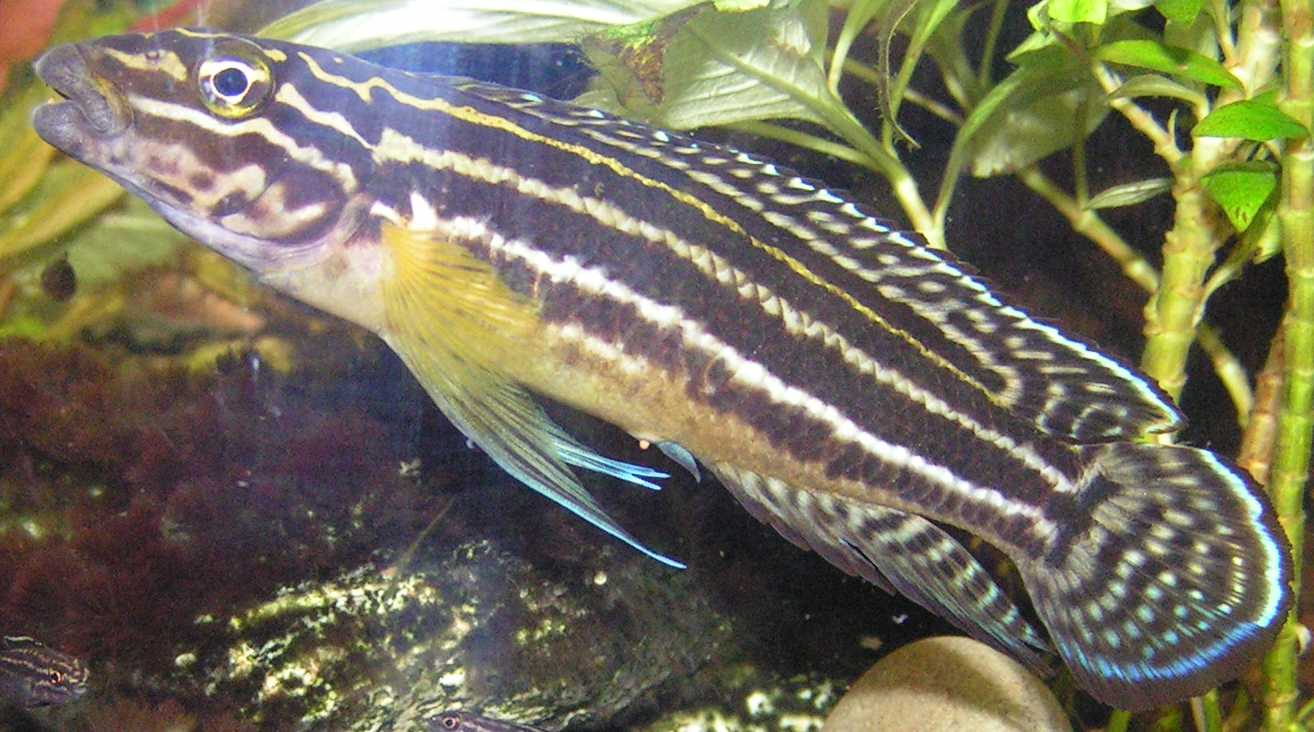
Exemplar adult de Julidochromis regani

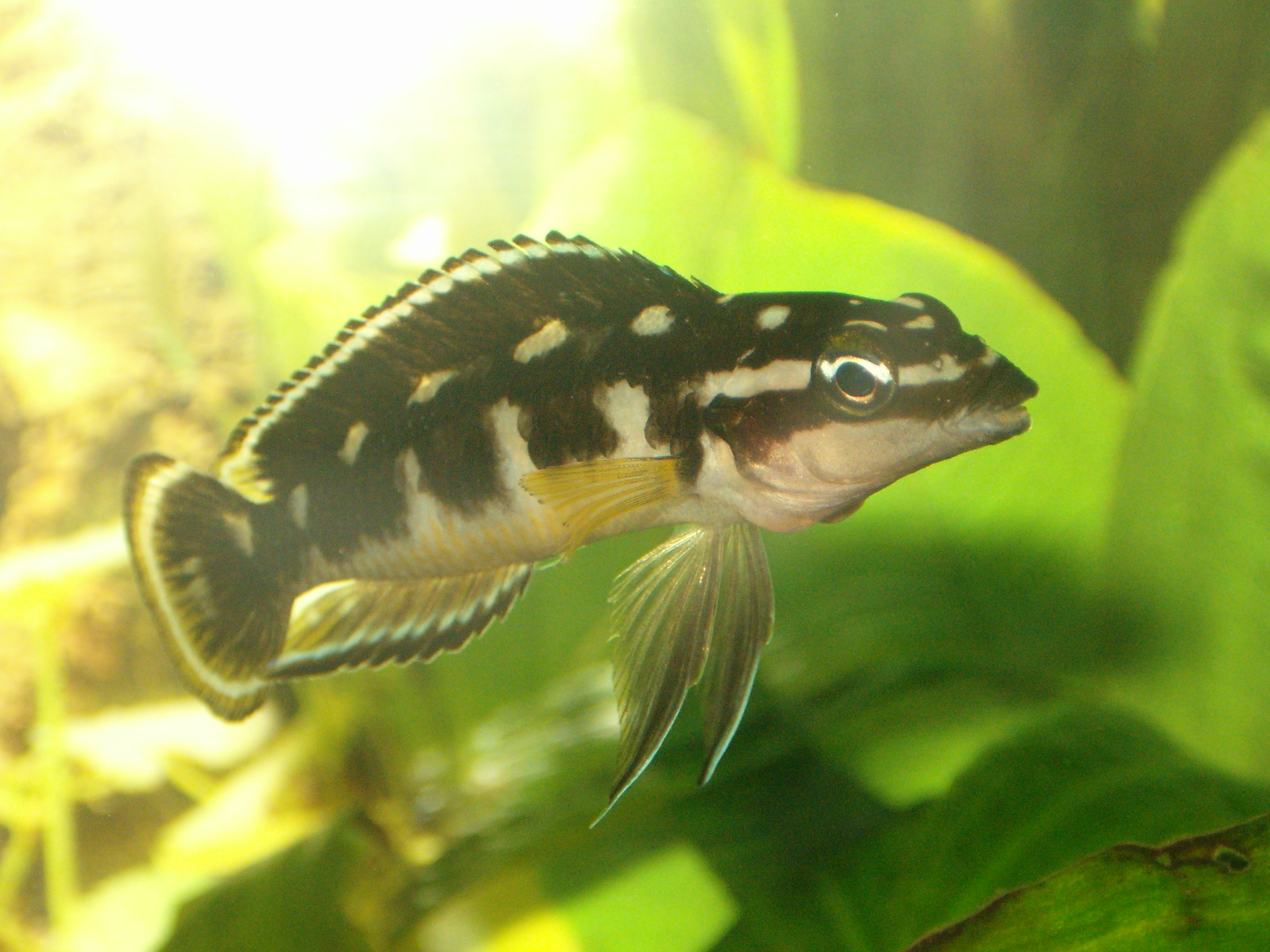
Julidochromis transcriptus

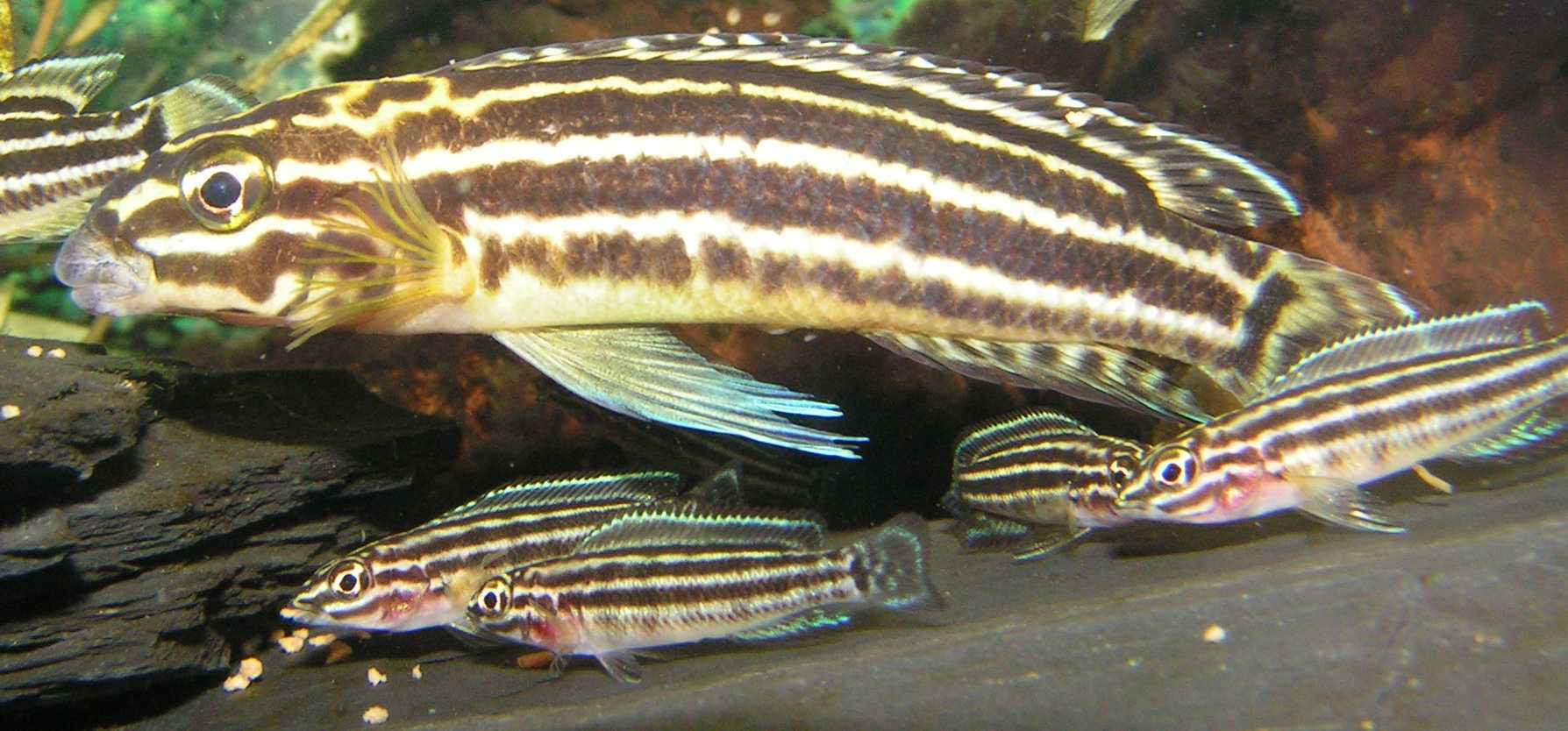
Exemplar adult de Julidochromis regani amb la seua prole.

Julidochromis és un gènere de peixos de la família dels cíclids i de l'ordre dels perciformes.

## Distribució geogràfica
És endèmic del llac Tanganyika (Àfrica oriental).

## Taxonomia
- Julidochromis dickfeldi (Staeck, 1975)[3]
- Julidochromis marlieri (Poll, 1956)[4][5][6]
- Julidochromis ornatus (Boulenger, 1898)[7]
- Julidochromis regani (Poll, 1942)[8]
- Julidochromis transcriptus (Matthes, 1959)[9][10][11][12][13][14][15]